# Nomada
Nomada is een geslacht van vliesvleugelige insecten uit de familie van de bijen en hommels (Apidae). De wetenschappelijke naam is gepubliceerd in 1770 door Giovanni Antonio Scopoli. Ze worden "wespbijen" genoemd omdat ze uiterlijk een oppervlakkige gelijkenis vertonen met wespen door hun geel-zwarte tekening. De grootte van de bijen varieert van circa 3 mm (Nomada penangensis) tot 16 mm (Nomada coxalis).
Nomada-soorten zijn nestparasieten of "koekoeksbijen". De wijfjes leggen een of twee, soms tot vier eitjes in het nest van een andere bijensoort, gewoonlijk een die nesten maakt in de bodem zoals de zandbijen. De eerste larve die uitkomt doodt de andere en de larve of het ei van de gastheersoort en voedt zich dan met de voedselvoorraad die de andere bij in het nest heeft aangebracht. De volwassen insecten voeden zich met nectar en stuifmeel, maar kunnen er geen verzamelen.
Nomada is het enige geslacht in de geslachtengroep Nomadini, met ongeveer 700 beschreven soorten. Het geslacht komt over de gehele wereld voor, Antarctica uitgezonderd. De meeste soorten komen voor op het noordelijk halfrond.
De gewone dubbeltand (Nomada ruficornis), de typesoort van het geslacht, parasiteert het roodgatje Andrena haemorrhoa.
De grote wespbij (Nomada sexfasciata) is een parasiet van langhoornbijen (Eucera), waaronder de gewone langhoornbij (Eucera longicornis).

## Soorten
Deze lijst van 701 soorten is mogelijk niet compleet.
- N. abnormis Ducke, 1912
- N. abtana Tsuneki, 1973
- N. abyssinica Meade-Waldo, 1913
- N. accentifera Pérez, 1895
- N. accepta Cresson, 1878
- N. acutilabris Schwarz, 1990
- N. adducta Cresson, 1878
- N. adusta Smith, 1875
- N. advena Smith, 1860
- N. aethiopica Eardley & Schwarz, 1991
- N. affabilis Cresson, 1878
- N. africana Friese, 1911
- N. agrestis Fabricius, 1787
- N. agynia Cockerell, 1905
- N. albidemaculata Lozinski, 1922
- N. alboguttata

Bleekvlekwespbij Herrich-Schäffer, 1839
- N. alboscutellata Schwarz, 1990
- N. aldrichi Cockerell, 1910
- N. algira Mocsáry, 1883
- N. alpha Cockerell, 1905
- N. alpigena Schwarz, Gusenleitner & Mazzucco, 1999
- N. amabilis Radoszkowski, 1876
- N. amamiensis Hirashima, 1960
- N. amoena Cresson, 1863
- N. amorphae Swenk, 1913
- N. amurensis Radoszkowski, 1876
- N. angelarum Cockerell, 1903
- N. angulata Swenk, 1913
- N. annulata Smith, 1854
- N. anpingensis Strand, 1913
- N. antennata Meade-Waldo, 1913
- N. aprilina Swenk, 1913
- N. aquilarum Cockerell, 1903
- N. arasiana Tsuneki, 1973
- N. arenicola Swenk, 1913
- N. argentata

Zwarte wespbij Herrich-Schäffer, 1839
- N. argentea (Schwarz, 1966)
- N. ariasi Dusmet y Alonso, 1913
- N. arizonica Cockerell, 1911
- N. armata

Knautiawespbij Herrich-Schäffer, 1839
- N. armatella Cockerell, 1903
- N. arrogans Schmiedeknecht, 1882
- N. articulata Smith, 1854
- N. ashabadensis Schwarz, 1987
- N. ashmeadi Cockerell, 1903
- N. asozuana Tsuneki, 1975
- N. asteris Swenk, 1913
- N. astori Cockerell, 1903
- N. aswensis Tsuneki, 1973
- N. atrocincta Friese, 1920
- N. atrofrontata Cockerell, 1903
- N. atrohirta Friese, 1923
- N. atroscutellaris Strand, 1921
- N. attenuata Cockerell, 1929
- N. attrita Cockerell, 1919
- N. augustiana Mitchell, 1962
- N. aurantifascia Eardley & Schwarz, 1991
- N. australensis Perkins, 1912
- N. australis Mitchell, 1962
- N. austriaca Schmiedeknecht, 1882
- N. autumnalis Mitchell, 1962
- N. avalonica Cockerell, 1938
- N. azaleae Mitchell, 1962
- N. aztecorum Cockerell, 1903
- N. babai Tsuneki, 1986
- N. babiyi Schwarz & Standfuss, 2007
- N. baccata

Kleine bleekvlekwespbij Smith, 1844
- N. bakeri Cockerell, 1915
- N. baldiniana Benzi, 1892
- N. banahaonis Cockerell, 1915
- N. banksi Cockerell, 1907
- N. barbilabris Pérez, 1895
- N. barcelonensis Cockerell, 1917
- N. basalis Herrich-Schäffer, 1839
- N. beaumonti Schwarz, 1967
- N. belfragei Cresson, 1878
- N. bella Cresson, 1863
- N. besseyi Swenk, 1913
- N. bethunei Cockerell, 1903
- N. beulahensis Cockerell, 1903
- N. bicellula Schwarz, 1990
- N. bicellularis Ducke, 1908
- N. bicrista Swenk, 1913
- N. bifasciata

Bonte wespbij Olivier, 1811
- N. bifurcata Cockerell, 1903
- N. biguttata Friese, 1909
- N. biroi Friese, 1909
- N. bisetosa Swenk, 1913
- N. bisignata Say, 1824
- N. bispinosa Mocsáry, 1883
- N. blepharipes Schmiedeknecht, 1882
- N. bluethgeni Stoeckhert, 1943
- N. bohartorum Moalif, 1988
- N. bolivari Dusmet y Alonso, 1913
- N. bonaerensis Holmberg, 1886
- N. bouceki Kocourek, 1985
- N. braunsiana Schmiedeknecht, 1882
- N. brevis Saunders, 1908
- N. breviuscula Schwarz, 1990
- N. brewsterae Broemeling, 1989
- N. californiae Cockerell, 1903
- N. calimorpha Schmiedeknecht, 1882
- N. calloptera Cockerell, 1918
- N. calloxantha Cockerell, 1921
- N. capillata Mitchell, 1962
- N. carinicauda Cockerell, 1921
- N. carnifex Mocsáry, 1883
- N. carthaginensis Dusmet y Alonso, 1932
- N. caspia Morawitz, 1895
- N. castellana Dusmet y Alonso, 1913
- N. ceanothi Cockerell, 1907
- N. centenarii Dusmet y Alonso, 1932
- N. ceylonica Cameron, 1897
- N. citrina Cresson, 1878
- N. civilis Cresson, 1878
- N. clarescens Cockerell, 1921
- N. clarkii Cockerell, 1903
- N. cleopatra Schwarz, 1989
- N. coloradella Cockerell, 1905
- N. coloradensis Cockerell, 1903
- N. collarae Schwarz, 1964
- N. collinsiana Cockerell, 1905
- N. comparata Cockerell, 1911
- N. composita Mitchell, 1962
- N. concessa Cockerell, 1919
- N. concinnula Cockerell, 1921
- N. concolor Schmiedeknecht, 1882
- N. confinis Schmiedeknecht, 1882
- N. confusa Schwarz & Gusenleitner, 2004
- N. conjungens

Langsprietwespbij Herrich-Schäffer, 1839
- N. connectens Pérez, 1884
- N. consobrina Dufour, 1841
- N. conspicua Smith, 1864
- N. coquilletti Cockerell, 1903
- N. corcyraea Schmiedeknecht, 1882
- N. cordilabris Schwarz, 1990
- N. cordillera Eardley & Schwarz, 1991
- N. cordleyi Cockerell, 1903
- N. coronata Pérez, 1896
- N. corvallisensis Cockerell, 1903
- N. costalis Brèthes, 1909
- N. costaricensis Schrottky, 1920
- N. coxalis Morawitz, 1877
- N. crawfordi Cockerell, 1905
- N. cressonii Robertson, 1893
- N. cristata Pérez, 1896
- N. crotchii Cresson, 1878
- N. crucis Cockerell, 1903
- N. crudelis Cresson, 1878
- N. cruenta Schmiedeknecht, 1882
- N. cubensis Cresson, 1865
- N. cuneata (Robertson, 1903)
- N. curvispinosa Schwarz, 1981
- N. custeriana Cockerell, 1911
- N. cymbalariae Cockerell, 1906
- N. cypriaca Schwarz, 1999
- N. cypricola Mavromoustakis, 1955
- N. cherkesiana Mavromoustakis, 1955
- N. chrysopyga Morawitz, 1871
- N. dahli Friese, 1912
- N. davidsoni Cockerell, 1903
- N. debilis Timberlake, 1954
- N. decempunctata Cockerell, 1903
- N. decepta Mitchell, 1962
- N. dentariae (Robertson, 1903)
- N. denticulata Robertson, 1902
- N. depressa Cresson, 1863
- N. detrita Mitchell, 1962
- N. diacantha Schwarz, 1981
- N. dilucida Cresson, 1878
- N. dira Schmiedeknecht, 1882
- N. discedens Pérez, 1884
- N. discicollis Morawitz, 1875
- N. discrepans Schmiedeknecht, 1882
- N. dissessa Cockerell, 1920
- N. distinguenda

Dwergwespbij Morawitz, 1874
- N. dives Erichson, 1849
- N. dolosa Mocsáry, 1883
- N. dreisbachi Mitchell, 1962
- N. dreisbachorum Moalif, 1988
- N. dubia Eversmann, 1852
- N. duplex Smith, 1854
- N. durangoae Broemeling, 1989
- N. dybovskij Radoszkowski, 1876
- N. ecarinata Morawitz, 1888
- N. ednae Cockerell, 1907
- N. edwardsii Cresson, 1878
- N. electa Cresson, 1863
- N. electella Cockerell, 1903
- N. elegantula Cockerell, 1903
- N. elrodi Cockerell, 1903
- N. emarginata

Doornloze wespbij Morawitz, 1877
- N. eos Schmiedeknecht, 1882
- N. erigeronis Robertson, 1897
- N. errans

Zwartbuikwespbij Lepeletier, 1841
- N. erythra Mitai, Hirashima & Tadauchi, 2007
- N. erythraea Dalla Torre, 1896
- N. erythrocephala Morawitz, 1870
- N. erythrochroa Cockerell, 1903
- N. erythrospila Cockerell, 1916
- N. esana Tsuneki, 1973
- N. exheredans Cockerell, 1919
- N. eximia Eardley & Schwarz, 1991
- N. fabriciana (Linnaeus, 1767) - roodzwarte dubbeltand
- N. facilis Schwarz, 1967
- N. fallax Pérez, 1913
- N. fedtschenkoi Morawitz, 1875
- N. felici Schwarz, 1977
- N. femoralis Morawitz, 1869 - dubbeldoornwespbij
- N. fenestrata Lepeletier, 1841
- N. ferghanica Morawitz, 1875
- N. ferruginata (Linnaeus, 1767) - geelschouderwespbij
- N. fervens Smith, 1873
- N. fervida Smith, 1854
- N. festiva Cresson, 1863
- N. flammigera Cockerell, 1906
- N. flava Panzer, 1798 - gewone wespbij
- N. flavescens Friese, 1917
- N. flaviceps Cresson, 1865
- N. flavigenis Schwarz & Standfuss, 2007
- N. flavilabris Morawitz, 1875
- N. flavinervis Brullé, 1832
- N. flavoguttata

Gewone kleine wespbij (Kirby, 1802)
- N. flavopicta

Zwartsprietwespbij (Kirby, 1802)
- N. flavozonata Nurse, 1902
- N. florilega Lovell & Cockerell, 1905
- N. fontis Cockerell, 1910
- N. formula Viereck, 1902
- N. fragariae Mitchell, 1962
- N. fragilis Cresson, 1878
- N. frankei Cockerell, 1929
- N. frieseana Cockerell, 1904
- N. fucata

Kortsprietwespbij Panzer, 1798
- N. fukuiana Tsuneki, 1973
- N. fulvicornis

Roodsprietwespbij Fabricius, 1793
- N. furva

Glanzende dwergwespbij Panzer, 1798
- N. furvoides Stoeckhert, 1944
- N. fusca Schwarz, 1986
- N. fuscicincta Swenk, 1915
- N. fuscicornis

Bruinsprietwespbij Nylander, 1848
- N. fuscipennis Lepeletier, 1841
- N. galloisi Yasumatsu & Hirashima, 1953
- N. garciana Cockerell, 1907
- N. gibbosa Viereck, 1905
- N. gigas Friese, 1905
- N. gillettei Cockerell, 1905
- N. ginran Tsuneki, 1973
- N. glaberrima Schmiedeknecht, 1882
- N. glabriventris Schwarz, 1990
- N. glaucopis Pérez, 1890
- N. goodeniana

Smalbandwespbij (Kirby, 1802)
- N. gracilicornis Morawitz, 1895
- N. gracilis Cresson, 1863
- N. graenicheri Cockerell, 1905
- N. grandior Friese, 1921
- N. grandis Cresson, 1875
- N. gransassoi Schwarz, 1986
- N. grayi Cockerell, 1903
- N. gribodoi Schmiedeknecht, 1882
- N. gruenwaldti Schwarz, 1979
- N. guichardi Schwarz, 1981
- N. guichardiana Eardley & Schwarz, 1991
- N. gusenleitneri Schwarz, 1981
- N. gutierreziae Cockerell, 1896
- N. guttulata

Gedrongen wespbij Schenck, 1861
- N. gyangensis Cockerell, 1911
- N. hackoda Tsuneki, 1973
- N. hakonensis Cockerell, 1911
- N. hakusana Tsuneki, 1973
- N. hammarstroemi Morawitz, 1888
- N. hararensis Meade-Waldo, 1913
- N. harimensis Cockerell, 1914
- N. heiligbrodtii Cresson, 1878
- N. hemphilli Cockerell, 1903
- N. henningeri Evans, 1972
- N. hera Schwarz, 1965
- N. hesperia Cockerell, 1903
- N. heterosticta Cockerell, 1921
- N. hirticeps Pérez, 1895
- N. hirtipes Pérez, 1884
- N. hirtiventris Schwarz, 1990
- N. hispanica Dusmet y Alonso, 1913
- N. hondurasica Cockerell, 1949
- N. hoodiana Cockerell, 1903
- N. hummeli Alfken, 1936
- N. hungarica Dalla Torre & Friese, 1894
- N. hurdi Evans, 1972
- N. hydrophylli Swenk, 1915
- N. ibanezi Dusmet y Alonso, 1915
- N. icazti Tsuneki, 1976
- N. idahoensis Swenk, 1913
- N. illinoensis Robertson, 1900
- N. illustris Schmiedeknecht, 1882
- N. imbricata Smith, 1854
- N. immaculata Morawitz, 1874
- N. imperialis Schmiedeknecht, 1882
- N. incisa Schmiedeknecht, 1882
- N. indusata Mitchell, 1962
- N. inepta Mitchell, 1962
- N. inermis Pérez, 1895
- N. infrequens Smith, 1879
- N. insignipes Schmiedeknecht, 1882
- N. insularis Smith, 1864
- N. integerrima Dalla Torre, 1896
- N. integra

Tweekleurige wespbij Brullé, 1832
- N. interruptella Fowler, 1902
- N. issikii Yasumatsu, 1939
- N. italica Dalla Torre & Friese, 1894
- N. itamera Cockerell, 1910
- N. jamaicensis Cockerell, 1912
- N. jammuensis Schwarz, 1990
- N. japonica Smith, 1873
- N. jaramense Dusmet y Alonso, 1913
- N. javaensis Schwarz & Gusenleitner, 2004
- N. javanica Friese, 1909
- N. jennei Cockerell, 1906
- N. jocularis Cresson, 1879
- N. kaguya Hirashima, 1953
- N. keroanensis Pérez, 1895
- N. kervilleana Pérez, 1913
- N. kincaidiana Cockerell, 1903
- N. kingstonensis Mitchell, 1962
- N. kinosukei Tsuneki, 1973
- N. klamathensis Fox, 1926
- N. kocoureki Schwarz, 1987
- N. kohli Schmiedeknecht, 1882
- N. koikensis Tsuneki, 1973
- N. komarowi Radoszkowski, 1893
- N. koreana Cockerell, 1926
- N. kornosica Mavromoustakis, 1958
- N. krombeini Schwarz, 1966
- N. krugii Cresson, 1878
- N. kusdasi Schwarz, 1981
- N. ladakhiensis Schwarz, 1990
- N. lagrecai Noble, 1990
- N. lamarensis Cockerell, 1905
- N. lamellata Schwarz, 1977
- N. laramiensis Swenk, 1913
- N. lateritia Mocsáry, 1883
- N. lathburiana

Roodharige wespbij (Kirby, 1802)
- N. laticrus Mocsáry, 1883
- N. latifrons Cockerell, 1903
- N. lehighensis Cockerell, 1903
- N. lepida Cresson, 1863
- N. leucophthalma

Vroege wespbij (Kirby, 1802)
- N. leucotricha Strand, 1914
- N. leucozona Rodeck, 1931
- N. lewisi Cockerell, 1903
- N. libata Cresson, 1878
- N. limassolica Mavromoustakis, 1955
- N. limata Cresson, 1878
- N. linsenmaieri Schwarz, 1974
- N. linsleyi Evans, 1972
- N. lippiae Cockerell, 1903

- N. litigiosa Gribodo, 1893
- N. longicornis Friese, 1920
- N. louisianae Cockerell, 1903
- N. lucidula Schwarz, 1967
- N. lucilla Nurse, 1902
- N. lusca Smith, 1854
- N. lutea Eversmann, 1852
- N. luteola Olivier, 1811
- N. luteoloides Robertson, 1895
- N. luteopicta Cockerell, 1905
- N. maculata Cresson, 1863
- N. maculicornis Pérez, 1884
- N. maculifrons Smith, 1869
- N. maculipennis (Cameron, 1902)
- N. maculiventer Swenk, 1915
- N. makilingensis Cockerell, 1915
- N. malayana Cameron, 1909
- N. malonella Cockerell, 1910
- N. malonina Cockerell, 1910
- N. margelanica Schwarz, 1987
- N. marginella Cockerell, 1903
- N. marshamella

Donkere wespbij Kirby, 1802
- N. martinella Cockerell, 1903
- N. mauritanica Lepeletier, 1841
- N. mavromoustakisi Schwarz & Standfuss, 2007
- N. mckenziei Timberlake & Cockerell, 1937
- N. media Mitchell, 1962
- N. mediana Swenk, 1913
- N. melanoptera Cockerell, 1921
- N. melanopyga Schmiedeknecht, 1882
- N. melanosoma Cockerell, 1916
- N. melanura Mocsáry, 1883
- N. melathoracica

Vlekpootwespbij Imhoff, 1834
- N. melliventris Cresson, 1878
- N. mendica Mitchell, 1962
- N. merceti Alfken, 1909
- N. mexicana Cresson, 1878
- N. micronycha Pérez, 1902
- N. micheneri Schwarz & Gusenleitner, 2004
- N. mimus (Cockerell, 1916)
- N. mindanaonis Cockerell, 1915
- N. miniata Smith, 1854
- N. minima Mitchell, 1962
- N. minor Gmelin, 1790
- N. mitchelli Cockerell, 1911
- N. mocsaryi Schmiedeknecht, 1882
- N. moeschleri

Eendoornwespbij Alfken, 1913
- N. monozana Friese, 1920
- N. montezumia Smith, 1879
- N. montverna Tsuneki, 1973
- N. moravitzii Radoszkowski, 1876
- N. moricei Friese, 1899
- N. morrisoni Cresson, 1878
- N. multicolor Ducke, 1911
- N. munakatai Tsuneki, 1973
- N. munda Cresson, 1878
- N. mutabilis

Rode wespbij Morawitz, 1870
- N. mutans Cockerell, 1910
- N. mutica

Gele wespbij Morawitz, 1872
- N. nausicaa Schmiedeknecht, 1882
- N. navasi Dusmet y Alonso, 1913
- N. neomexicana Cockerell, 1903
- N. nepalensis Schwarz, 1990
- N. nesiotica Mavromoustakis, 1958
- N. nigrescens Friese, 1921
- N. nigrociliata Swenk, 1913
- N. nigrocincta Smith, 1879
- N. nigrofasciata Swenk, 1913
- N. nigroflavida Gribodo, 1894
- N. nigrovaria Pérez, 1896
- N. nipponica Yasumatsu & Hirashima, 1951
- N. nitida Schwarz, 1977
- N. nitidiceps Cockerell, 1931
- N. nobilis Herrich-Schäffer, 1839
- N. noskiewiczi Schwarz, 1966
- N. numida Lepeletier, 1841
- N. nuptura Dusmet y Alonso, 1913
- N. obliquella Fowler, 1902
- N. obliterata Cresson, 1863
- N. obscura

Donkere dubbeltand Zetterstedt, 1838
- N. obscurella Fowler, 1902
- N. obscuriventris Schwarz, 1990
- N. obtusata Swenk, 1915
- N. obtusifrons

Platkielwespbij Nylander, 1848
- N. oculata Friese, 1921
- N. ochlerata Mitchell, 1962
- N. ochrohirta Swenk, 1913
- N. odontocera Cockerell, 1916
- N. odontophora Kohl, 1905
- N. okamotonis Matsumura, 1912
- N. okubira Tsuneki, 1973
- N. opaca

Boswespbij Alfken, 1913
- N. opacella Timberlake, 1954
- N. opposita Cresson, 1878
- N. oralis Schwarz, 1981
- N. orba Mitchell, 1962
- N. orbitalis Pérez, 1913
- N. orcusella Cockerell, 1910
- N. oregonica Cockerell, 1903
- N. ornithica Cockerell, 1906
- N. orophila Cockerell, 1921
- N. ortegai Dusmet y Alonso, 1915
- N. osborni Cockerell, 1911
- N. ovaliceps Schwarz, 1981
- N. ovata (Robertson, 1903)
- N. pacifica Tsuneki, 1973
- N. packardiella Cockerell, 1906
- N. palavanica Cockerell, 1919
- N. palmeni Morawitz, 1888
- N. pallidelutea Swenk, 1915
- N. pallidella Cockerell, 1905
- N. pallidenotata Schmiedeknecht, 1882
- N. pallidipicta Swenk, 1913
- N. pallispinosa Schwarz, 1967
- N. pampicola Holmberg, 1886
- N. panamensis Michener, 1954
- N. panurgina Morawitz, 1869
- N. panurginoides Saunders, 1908
- N. panzeri

Sierlijke wespbij Lepeletier, 1841
- N. papuana Cockerell, 1933
- N. parallela Swenk, 1913
- N. parata Cresson, 1878
- N. parkeri Evans, 1972
- N. parva Robertson, 1900
- N. pascoensis Cockerell, 1903
- N. pastoralis Schmiedeknecht, 1882
- N. pecosensis Cockerell, 1903
- N. pectoralis Morawitz, 1877
- N. pekingensis Tsuneki, 1986
- N. penangensis Cockerell, 1920
- N. perbella (Viereck, 1905)
- N. perezi Dusmet y Alonso, 1913
- N. perivincta Cockerell, 1905
- N. perplexa Cresson, 1863
- N. perplexans Cockerell, 1910
- N. pervasor Cockerell, 1919
- N. pesenkoi Schwarz, 1987
- N. physura Cockerell, 1903
- N. piccioliana

Kalkgraslandwespbij Magretti, 1883
- N. picticauda Cockerell, 1929
- N. pictiscutum Alfken, 1927
- N. pilipes (Cresson, 1865)
- N. piliventris Morawitz, 1877
- N. placida Cresson, 1863
- N. placitensis Cockerell, 1903
- N. platythorax Schwarz, 1981
- N. pleurosticta

Neushoornwespbij Herrich-Schäffer, 1839
- N. plumosa Gribodo, 1894
- N. podagrica Gribodo, 1894
- N. polemediana Mavromoustakis, 1957
- N. polyacantha Pérez, 1895
- N. polybioides Ducke, 1908
- N. polyodonta Cockerell, 1920
- N. portalensis Broemeling, 1989
- N. posthuma Blüthgen, 1949
- N. priesneri Schwarz, 1965
- N. priscilla Nurse, 1902
- N. propinqua Schmiedeknecht, 1882
- N. proxima Cresson, 1863
- N. pruinosa Pérez, 1895
- N. pseudops Cockerell, 1905
- N. psilocera Kohl, 1908
- N. pulawskii Tsuneki, 1973
- N. pulchra Arnold, 1888
- N. pulsatillae Cockerell, 1906
- N. pusilla Lepeletier, 1841
- N. putnami Cresson, 1876
- N. pygidialis Schwarz, 1981
- N. pygmaea Cresson, 1863
- N. pyrifera Cockerell, 1918
- N. pyrrha Cockerell, 1916
- N. quadrifasciata Schwarz, 1981
- N. quinquefasciata Schwarz, 1981
- N. radoszkowskii Lozinski, 1922
- N. rhenana

Kale wespbij Morawitz, 1872
- N. rhinula Strand, 1914
- N. rhodalis Cockerell, 1903
- N. rhodomelas Cockerell, 1903
- N. rhodosoma Cockerell, 1903
- N. rhodotricha Cockerell, 1903
- N. rhodoxantha Cockerell, 1905
- N. ridingsii Cresson, 1878
- N. rivalis Cresson, 1878
- N. roberjeotiana

Kleine bonte wespbij Panzer, 1799
- N. robertsonella Cockerell, 1903
- N. rodecki Mitchell, 1962
- N. rohweri Cockerell, 1906
- N. rostrata Herrich-Schäffer, 1839
- N. rubi Swenk, 1915
- N. rubicunda Olivier, 1811
- N. rubiginosa Pérez, 1884
- N. rubinii (Rayment, 1930)
- N. rubra Smith, 1849
- N. rubrella Cockerell, 1905
- N. rubrica Provancher, 1896
- N. rubricollis Schwarz, 1967
- N. rubricosa Eversmann, 1852
- N. rubricoxa Schwarz, 1977
- N. rubriventris Schwarz, 1981
- N. ruficollis Morawitz, 1875
- N. ruficornis (Linnaeus, 1758) - gewone dubbeltand
- N. rufipes Fabricius, 1793 - heidewespbij
- N. rufoabdominalis Schwarz, 1963
- N. rugicollis Friese, 1917
- N. ruidosensis Cockerell, 1903
- N. sabaensis Tsuneki, 1973
- N. sabulosa Radoszkowski, 1876
- N. salicicola Swenk, 1913
- N. salicis Robertson, 1900
- N. saltillo Broemeling, 1988
- N. sanctaecrucis Cockerell, 1903
- N. sandacana Cockerell, 1920
- N. sanguinea Smith, 1854
- N. sarta Morawitz, 1875
- N. sayi Robertson, 1893
- N. scita Cresson, 1878
- N. scitiformis Cockerell, 1903
- N. scheuchli Schwarz & Standfuss, 2007
- N. schulthessi Schwarz, 1999
- N. schwarzi Cockerell, 1903
- N. secessa Cockerell, 1911
- N. sedi Cockerell, 1919
- N. semirugosa Cockerell, 1929
- N. semiscita Cockerell, 1904
- N. semisuavis Cockerell, 1910
- N. sempiterna Morawitz, 1894
- N. seneciophila Mitchell, 1962
- N. serricornis Pérez, 1884
- N. sexfasciata

Grote wespbij Panzer, 1799
- N. sheppardana

Geeltipje (Kirby, 1802)
- N. shirakii Yasumatsu & Hirashima, 1951
- N. shoyozana Tsuneki, 1986
- N. siccorum Cockerell, 1919
- N. siciliensis Dalla Torre & Friese, 1894
- N. sicula Schwarz, 1974
- N. signata

Signaalbij Jurine, 1807
- N. silvicola Tsuneki, 1973
- N. similis

Matglanswespbij Morawitz, 1872
- N. simplicicoxa Swenk, 1915
- N. siouxensis Swenk, 1913
- N. skinneri Cockerell, 1908
- N. snowii Cresson, 1878
- N. sobrina Mitchell, 1962
- N. solitaria Smith, 1854
- N. sophiarum Cockerell, 1903
- N. sphaerogaster Cockerell, 1903
- N. spinicoxa Schwarz, 1987
- N. standfussi Schwarz, 2007
- N. sternalis Pérez, 1902
- N. stigma

Borstelwespbij Fabricius, 1804
- N. stoeckherti Pittioni, 1951
- N. striata

Stomptandwespbij Fabricius, 1793
- N. suavis Cresson, 1878
- N. subaccepta Cockerell, 1907
- N. subangusta Cockerell, 1903
- N. subgracilis Cockerell, 1903
- N. subnigrocincta Swenk, 1915
- N. subpacata Swenk, 1913
- N. subpetiolata Smith, 1879
- N. subrubi Swenk, 1915
- N. subrutila Lovell & Cockerell, 1905
- N. subscopifera Ducke, 1908
- N. subsimilis Cockerell, 1903
- N. subvicinalis Cockerell, 1903
- N. subvirescens Morawitz, 1875
- N. succincta

Geelzwarte wespbij Panzer, 1798
- N. suda Cresson, 1879
- N. suffossa Cockerell, 1922
- N. sulphurata Smith, 1854
- N. superba Cresson, 1863
- N. sutepensis Cockerell, 1929
- N. swenki Schwarz, 1966
- N. sybarita Schmiedeknecht, 1882
- N. symphyti Stoeckhert, 1930
- N. taicho Tsuneki, 1973
- N. taraxacella Cockerell, 1903
- N. temmasana Tsuneki, 1986
- N. tenella Mocsáry, 1883
- N. tenuicornis Cockerell, 1949
- N. tepoztlan Moalif, 1988
- N. tesaceobalteata Cameron, 1910
- N. texana Cresson, 1872
- N. thersites Schmiedeknecht, 1882
- N. tibialis Cresson, 1865
- N. tiendang Tsuneki, 1986
- N. timberlakei Broemeling, 1989
- N. tintinnabulum Cockerell, 1903
- N. towada Tsuneki, 1973
- N. townesi Mitchell, 1962
- N. transitoria Schmiedeknecht, 1882
- N. trapeziformis Schmiedeknecht, 1882
- N. trapidoi Michener, 1954
- N. tricurta Swenk, 1915
- N. tridentirostris Dours, 1873
- N. trispinosa Schmiedeknecht, 1882
- N. truttarum Cockerell, 1909
- N. tsunekiana Schwarz, 1999
- N. turneri Meade-Waldo, 1913
- N. tyrrellensis Mitchell, 1962
- N. uhleri Cockerell, 1905
- N. ulsterensis Mitchell, 1962
- N. ultima Cockerell, 1903
- N. ultimella Cockerell, 1903
- N. undulaticornis Cockerell, 1906
- N. unispinosa Schwarz, 1981
- N. utahensis Moalif, 1988
- N. utensis Swenk, 1913
- N. valida Smith, 1854
- N. vallesina Cockerell, 1906
- N. vegana Cockerell, 1903
- N. velutina Swenk, 1913
- N. verecunda Cresson, 1879
- N. verna Schmiedeknecht, 1882
- N. vernonensis Cockerell, 1916
- N. vexator Cockerell, 1909
- N. vicina Cresson, 1863
- N. vicinalis Cresson, 1878
- N. victrix Cockerell, 1911
- N. vierecki Cockerell, 1903
- N. villosa Thomson, 1870
- N. vincta Say, 1837
- N. vitticollis Cresson, 1878
- N. vulpis Cockerell, 1921
- N. waltoni Cockerell, 1910
- N. washingtoni Cockerell, 1903
- N. wheeleri Cockerell, 1903
- N. whiteheadi Eardley & Schwarz, 1991
- N. wickwari Meade-Waldo, 1913
- N. wisconsinensis Graenicher, 1911
- N. wootonella Cockerell, 1909
- N. wyomingensis Swenk, 1913
- N. xantha Mitai, Hirashima & Tadauchi, 2007
- N. xantholepis Cockerell, 1911
- N. xanthophila Cockerell, 1900
- N. xanthopoda Schwarz, 1990
- N. xanthopus Friese, 1921
- N. xanthura Cockerell, 1908
- N. yagensis Tsuneki, 1973
- N. yakushimensis Mitai, Ikudome & Tadauchi, 2007
- N. yanoi Tsuneki, 1973
- N. yarrowi Schwarz, 1981
- N. yasha Tsuneki, 1986
- N. zamoranica Cockerell, 1949
- N. zebrata Cresson, 1878
- N. ziziae Swenk, 1915
- N. zonalis Schwarz, 1990
- N. zonata

Variabele wespbij Panzer, 1798